# 塞基亚河畔康科迪亚
塞基亚河畔康科迪亚，是意大利摩德纳省的一个市镇。总面积41平方公里，人口8961人，人口密度218.6人/平方公里（2009年）。ISTAT代码为036010。

## 友好城市
- 法國 拉库罗讷